# Bavon Tshibuabua
Bavon Tshibuabua (Anversa, 17 luglio 1991) è un ex calciatore congolese (Repubblica Democratica del Congo) con cittadinanza belga, di ruolo attaccante.

## Carriera

### Club
Ha giocato nella prima divisione dei campionati belga ed ungherese.

### Nazionale
Nel 2010 ha esordito in nazionale.

## Palmarès

### Club

#### Competizioni nazionali
- Coppa d'Ungheria: 1

Újpest: 2013-2014